# Asus ZenFone

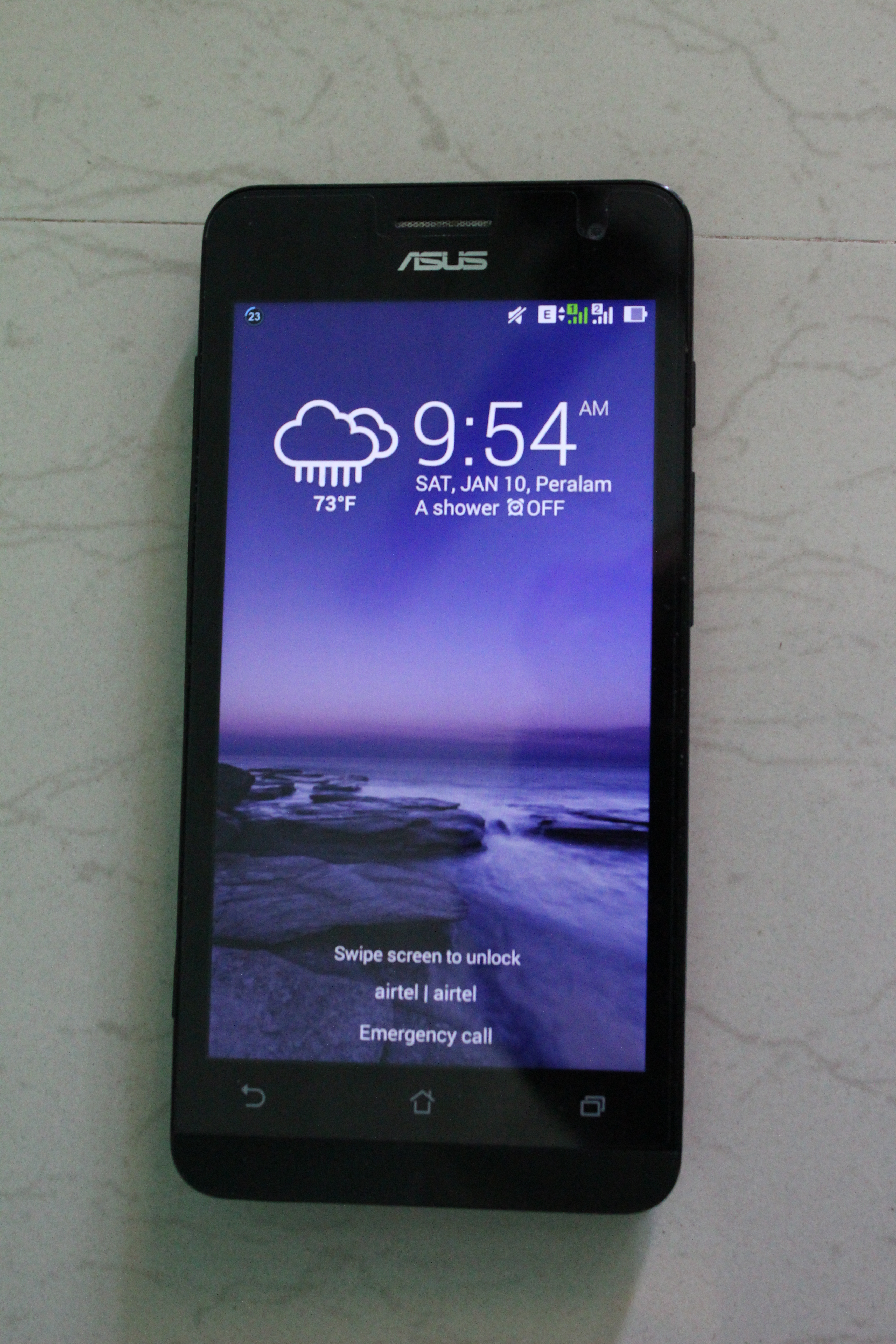
ZenFone 5

ASUS ZenFone là dòng sản phẩm điện thoại thông minh hệ điều hành Android thiết kế, trang bị và phát hành sản xuất bởi ASUS. Được trình làng lần đầu tại 2014 Consumer Electronic Show ở Las Vegas, Nevada cho thế hệ ZenFone đầu tiên. ZenFone lần đầu ra mắt với vi xử lý Intel Atom và sử dụng hệ điều hành Android, ZenFone còn sử dụng tính năng Asus Zen UI là giao diện của người dùng Asus.

## Thế hệ thứ nhất (2014)

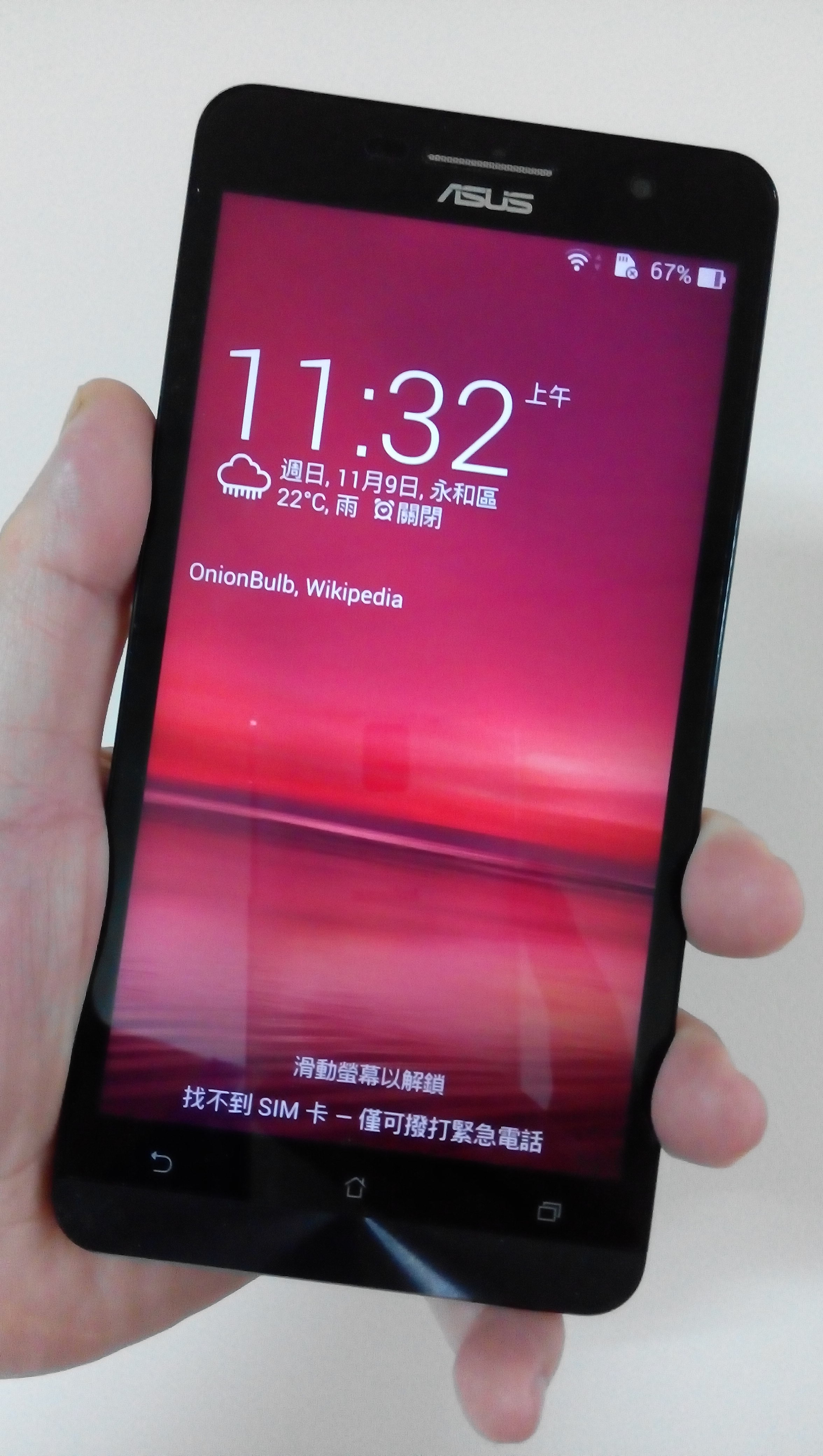
ZenFone 6

| Kiểu máy        | CPU                                          | GPU               | Bộ nhớ trong     |
| --------------- | -------------------------------------------- | ----------------- | ---------------- |
| A500CG          | Intel Atom 2 nhân Z2580 (2.0 GHz)            | PowerVR SGX544MP2 | 8 GB/16 GB/32 GB |
| A501CG-2A508WWE | Intel Atom 2 nhân Z2520 (1.2 GHz)            | PowerVR SGX544MP2 | 8 GB             |
| A501CG          | Intel Atom 2 nhân Z2560 (1.6 GHz)            | PowerVR SGX544MP2 | 8 GB/16 GB       |
| A502CG Lite     | Intel Atom 2 nhân Z2520 (1.2 GHz)            | PowerVR SGX544MP2 | 8 GB             |
| A500KL LTE      | Qualcomm Snapdragon 4 nhân MSM8926 (1.2 GHz) | Adreno 305        | 8 GB/16 GB/32 GB |

## ZenFone 2
| Số kiểu                                     | Vi xử lý | Nền tảng | RAM                             | GPU                   | Hiển thị                                                                                           | Camera                 | Bộ nhớ trong                                                                            | Nền tảng                                                      |
| ------------------------------------------- | --- | -------- | ------------------------------- | --------------------- | -------------------------------------------------------------------------------------------------- | ---------------------- | --------------------------------------------------------------------------------------- | ------------------------------------------------------------- |

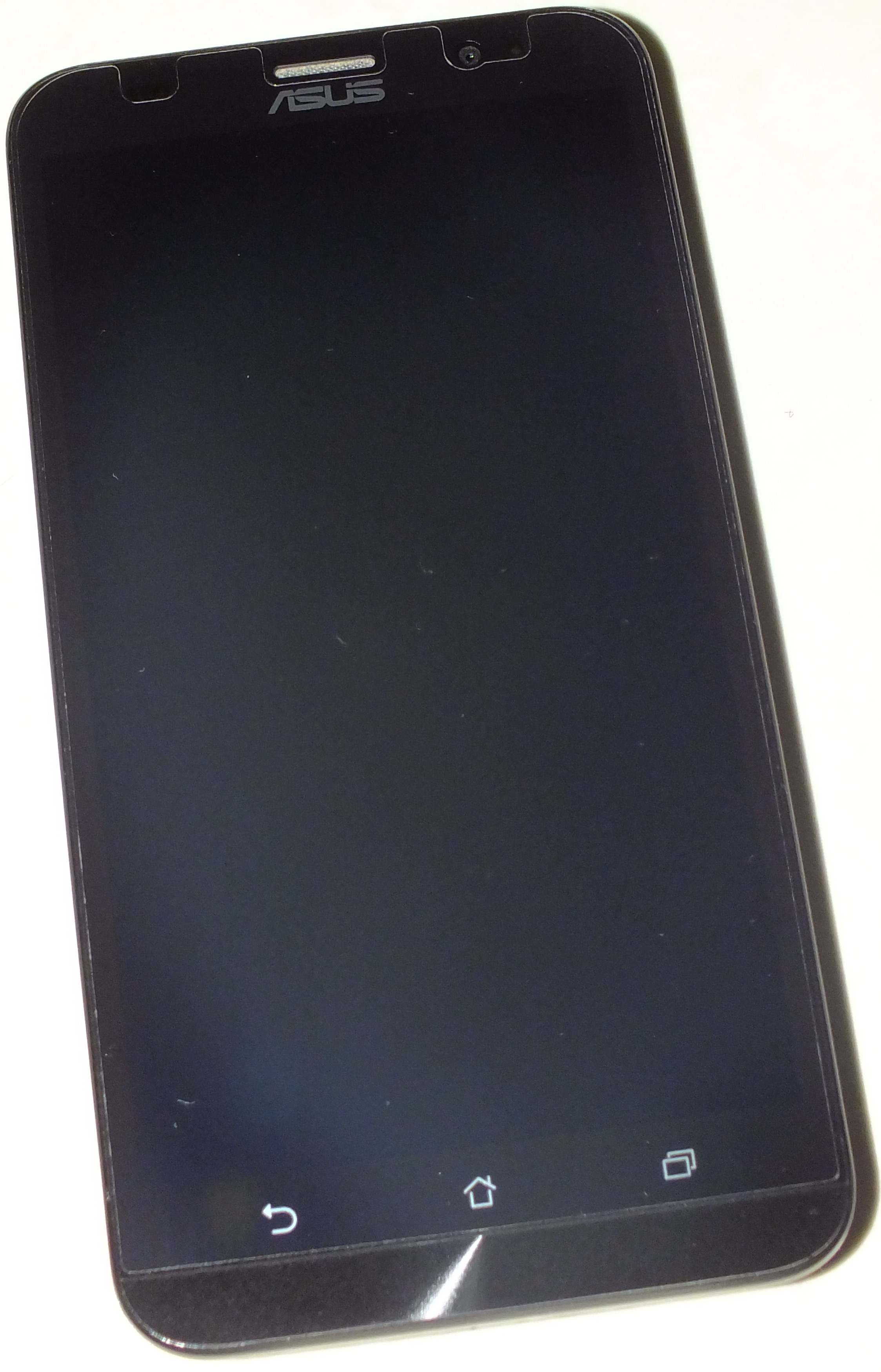
ZenFone 2 (ZE551ML) với 4 GB RAM

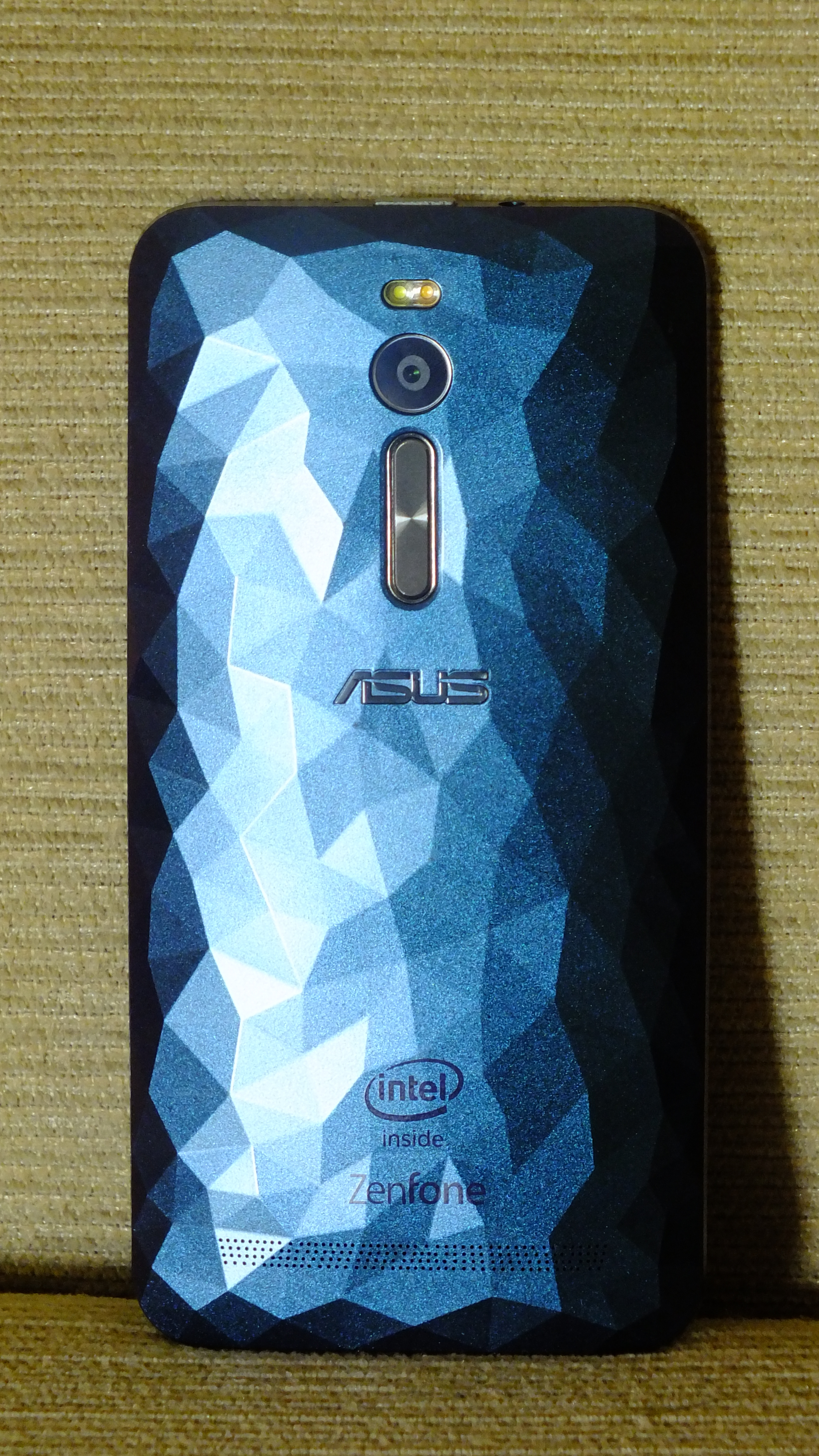
ZenFone 2 Deluxe (ZE551ML)

| Asus Zenfone 2 / Zenfone 2 Deluxe (ZE551ML) | Intel Atom Z3590 (2.5 GHz, quad-core, Deluxe Special Edition) Intel Atom Z3580 (2.3 GHz, quad-core) Intel Atom Z3560 (1.8 GHz, quad-core) | x86-64   | 4 GB LPDDR3 RAM 2 GB LPDDR3 RAM | PowerVR G6430         | 5.5 inches, Full HD 1920×1080, IPS Corning Gorilla Glass 3                                         | 5 MP front 13 MP rear  | 16/32/64/128 GB eMMC Flash (Original Version) 64/128/256 GB eMMC Flash (Deluxe Version) | Android Lollipop 5.0; upgradable to Android Marshmallow 6.0   |
| Asus Zenfone 2 (ZE550ML)                    | Intel Atom Z3560 (1.8 GHz, quad-core) | x86-64   | 2 GB LPDDR3 RAM                 | PowerVR G6430         | 5.5 inches, HD 1280×720, IPS Corning Gorilla Glass 3                                               | 5 MP front 13 MP rear  | 16 GB eMMC Flash                                                                        | Android Lollipop 5.0.2; upgradable to Android Marshmallow 6.0 |
| Asus Zenfone Selfie (ZD551KL)               | Qualcomm Snapdragon 615 (1.5 GHz + 1 GHz, octa-core)                                                                                      | ARM      | 2 GB LPDDR3 RAM 3 GB LPDDR3 RAM | Adreno 405            | 5.5 inches, Full HD 1920×1080, IPS Corning Gorilla Glass 4                                         | 13 MP front 13 MP rear | 16/32 GB eMMC Flash                                                                     | Android Lollipop 5.0.2; upgradable to Android Marshmallow 6.0 |
| Asus Zenfone Max (ZC550KL)                  | Qualcomm Snapdragon 410 (1.2 GHz, quad-core)                                                                                              | ARM      | 2 GB LPDDR3 RAM                 | Adreno 306            | 5.5 inches, HD 1280×720, IPS Corning Gorilla Glass 4                                               | 5 MP front 13 MP rear  | 8/16 GB eMMC Flash                                                                      | Android Lollipop 5.0.2; upgradable to Android Marshmallow 6.0 |
| Asus Zenfone 2 Laser (ZE601KL)              | Qualcomm Snapdragon 616 (octa-core) | ARM      | 2 GB LPDDR3 RAM 3 GB LPDDR3 RAM | Adreno 405            | 6 inches, Full HD IPS Corning Gorilla Glass 4                                                      | 5 MP front 13 MP rear  | 16 GB/32 GB eMMC Flash                                                                  | Android Lollipop 5.0; upgradable to Android Marshmallow 6.0   |
| Asus Zenfone 2 Laser (ZE550KL/ZE551KL)      | Qualcomm Snapdragon 410 MSM8916 (1.2 GHz, quad-core) Qualcomm Snapdragon 615 MSM8939 (octa-core)                                          | ARM      | 2 GB LPDDR3 RAM 3 GB LPDDR3 RAM | Adreno 306 Adreno 405 | 5.5 inches, HD 1280×720 295ppi (ZE550KL); Full HD 1920×1080 (ZE551KL), IPS Corning Gorilla Glass 4 | 5 MP front 13 MP rear  | 16/32 GB eMMC Flash                                                                     | Android Lollipop 5.0; upgradable to Android Marshmallow 6.0   |
| Asus Zenfone 2 Laser (ZE500KL / ZE500KG)    | Qualcomm Snapdragon 410 (1.2 GHz, quad-core)                                                                                              | ARM      | 2 GB LPDDR2 RAM                 | Adreno 306            | 5 inches, HD 1280×720, IPS Corning Gorilla Glass 4                                                 | 5 MP front 13 MP rear  | 16 GB eMMC Flash                                                                        | Android Lollipop 5.0.2; upgradable to Android Marshmallow 6.0 |
| Asus Zenfone 2 (ZE500CL)                    | Intel Atom Z2560 (1.6 GHz, dual-core) | x86-64   | 2 GB LPDDR2 RAM                 | PowerVR SGX544MP2     | 5 inches, HD 1280×720, IPS Corning Gorilla Glass 3                                                 | 2 MP front 8 MP rear   | 16 GB eMMC Flash                                                                        | Android Lollipop 5.0; upgradable to Android Marshmallow 6.0   |
| Asus Zenfone Go (ZC500TG)                   | MediaTek MT6580 (1.3 GHz, quad-core) | ARM      | 2 GB LPDDR2 RAM                 | Mali-400 MP           | 5 inches, HD 1280×720, IPS Corning Gorilla Glass 3                                                 | 2 MP front 8 MP rear   | 8 GB/16 GB eMMC Flash                                                                   | Android Lollipop 5.1                                          |
| Asus Zenfone C (ZC451CG)                    | Intel Atom Z2520 (1.2 GHz, dual-core) | x86      | 1 GB/2 GB LPDDR2 RAM            | PowerVR SGX544MP2     | 4.5 inches, FWVGA 450×854, TFT                                                                     | 0.3 MP front 5 MP rear | 8 GB eMMC Flash                                                                         | Android KitKat 4.4                                            |

## Zenfone 3
| Số kiểu                         | Vi xử lý                                                                                      | Nền tảng | RAM                             | GPU        | Hiển thị                                                          | Camera                                                                                                  | Bộ nhớ trong             | Dung lượng pin | Nền tảng                |
| ------------------------------- | --------------------------------------------------------------------------------------------- | -------- | ------------------------------- | ---------- | ----------------------------------------------------------------- | --- | ------------------------ | -------------- | ----------------------- |
| Asus Zenfone 3 (ZE552KL)        | Qualcomm MSM8953 Snapdragon 625 (2.0 GHz Cortex-A53 octa-core)                                | ARM      | 3 GB LPDDR3 RAM 4 GB LPDDR3 RAM | Adreno 506 | 5.5 inch, Full HD 1920×1080, IPS Corning Gorilla Glass 3          | 8 MP front 16 MP rear, Asus TriTech autofocus, hỗ trợ quay phim 4K video                                | 32/64 GB eMMC Flash      | 3000 mAh       | Android Marshmallow 6.0 |
| Asus Zenfone 3 Deluxe (ZS570KL) | Qualcomm MSM8996 Snapdragon 820 (2.15 GHz Kryo dual-core + 1.59 GHz Kryo dual-core)           | ARM      | 6 GB LPDDR3 RAM                 | Adreno 530 | 5.7 inch, Full HD 1920×1080, Super AMOLED Corning Gorilla Glass 4 | 8 MP front 23 MP rear Sony IMX318 with f2.0 aperture, Asus TriTech autofocus, hỗ trợ quay phim 4K video | 64/128/256 GB eMMC Flash | 3000 mAh       | Android Marshmallow 6.0 |
| Asus Zenfone 3 Ultra (ZU680KL)  | Qualcomm MSM8976 Snapdragon 652 (1.8 GHz Cortex-A72 quad-core + 1.4 GHz Cortex-A53 quad-core) | ARM      | 3 GB LPDDR3 RAM 4 GB LPDDR3 RAM | Adreno 510 | 6.8 inch, Full HD 1920×1080, IPS Corning Gorilla Glass 4          | 8 MP front 23 MP rear Sony IMX318 with f2.0 aperture, Asus TriTech autofocus, hỗ trợ quay phim 4K video | 32/64/128 GB eMMC Flash  | 4600 mAh       | Android Marshmallow 6.0 |